# Circonscription de la Chalcidique
La circonscription de la Chalcidique (en grec Εκλογική περιφέρεια Χαλκιδικής) est une circonscription législative de la Grèce. Elle correspond au territoire du nome de Chalcidique (el). Elle compte 103 816 électeurs inscrits en janvier 2015.

Situation de la circonscription de la Chalcidique

## Élections législatives de mai 2012

### Résultats
La circonscription de la Chalcidique élit trois députés en mai 2012. Les élections ont lieu au scrutin proportionnel plurinominal avec prime majoritaire et un seuil de représentation de 3 % des suffrages exprimés au niveau national.
72 672 électeurs se sont exprimés sur 104 112 inscrits, soit un taux de participation de 69,80 %. Parmi les vingt-trois listes candidates, trois listes obtiennent chacune un siège dans la circonscription.
| Rang | Liste                              | Nombre de voix | Pourcentage des voix | Nombre de sièges |
| ---- | ---------------------------------- | -------------- | -------------------- | ---------------- |
| 1    | Nouvelle Démocratie                | +16 354,       | 23,16 %              | 1                |
| 2    | Mouvement socialiste panhellénique | +11 181,       | 15,83 %              | 1                |
| 3    | SYRIZA                             | +10 245,       | 14,51 %              | 1                |
| 4    | Grecs indépendants                 | +09 107,       | 12,90 %              | 0                |
| 5    | Aube dorée                         | +04 488,       | 6,36 %               | 0                |
| 6    | Gauche démocrate                   | +04 203,       | 5,95 %               | 0                |
| 7    | Parti communiste de Grèce          | +04 150,       | 5,88 %               | 0                |

### Députés

#### Nouvelle Démocratie
La liste de la Nouvelle Démocratie est en tête et obtient un siège.
| Rang | Nom                  | Nombre de voix |
| ---- | -------------------- | -------------- |
| 1    | Efthymios Karanasios | +4 302,        |

#### Mouvement socialiste panhellénique
La liste du Mouvement socialiste panhellénique est deuxième et obtient un siège.
| Rang | Nom                | Nombre de voix |
| ---- | ------------------ | -------------- |
| 1    | Ioannis Drivelegas | +4 868,        |

#### SYRIZA
La liste de la SYRIZA est troisième et obtient un siège.
| Rang | Nom               | Nombre de voix |
| ---- | ----------------- | -------------- |
| 1    | Ekaterini Inglezi | +2 408,        |

## Élections législatives de juin 2012

### Résultats
La circonscription de la Chalcidique élit trois députés en juin 2012. Les sièges sont répartis à l'issue d'un scrutin proportionnel plurinominal avec prime majoritaire entre les listes ayant obtenu au moins 3 % des suffrages exprimés au niveau national.
70 169 électeurs se sont exprimés sur 104 116 inscrits, soit un taux de participation de 67,40 %. Parmi les dix-sept listes candidates, trois listes obtiennent chacune un siège dans la circonscription.
| Rang | Liste                              | Nombre de voix | Pourcentage des voix | Nombre de sièges |
| ---- | ---------------------------------- | -------------- | -------------------- | ---------------- |
| 1    | Nouvelle Démocratie                | +24 211,       | 34,90 %              | 1                |
| 2    | SYRIZA                             | +15 596,       | 22,48 %              | 1                |
| 3    | Mouvement socialiste panhellénique | +10 157,       | 14,64 %              | 1                |
| 4    | Grecs indépendants                 | +06 086,       | 8,77 %               | 0                |
| 5    | Aube dorée                         | +04 300,       | 6,20 %               | 0                |
| 6    | Gauche démocrate                   | +03 706,       | 5,34 %               | 0                |
| 7    | Parti communiste de Grèce          | +01 877,       | 2,71 %               | 0                |

### Députés

#### Nouvelle Démocratie
La liste de la Nouvelle Démocratie est en tête et obtient un siège.
| Rang | Nom                  |
| ---- | -------------------- |
| 1    | Efthymios Karanasios |

#### SYRIZA
La liste de la SYRIZA est deuxième et obtient un siège.
| Rang | Nom               |
| ---- | ----------------- |
| 1    | Ekaterini Inglezi |

#### Mouvement socialiste panhellénique
La liste du Mouvement socialiste panhellénique est troisième et obtient un siège.
| Rang | Nom                |
| ---- | ------------------ |
| 1    | Ioannis Drivelegas |

## Élections législatives de 2015

### Résultats
La circonscription de la Chalcidique élit trois députés en janvier 2015. Les sièges sont répartis à l'issue d'un scrutin proportionnel plurinominal avec prime majoritaire entre les listes ayant obtenu au moins 3 % des suffrages exprimés au niveau national.
71 805 électeurs se sont exprimés sur 103 816 inscrits, soit un taux de participation de 69,993 %. Parmi les dix-sept listes candidates, trois listes obtiennent un siège chacune dans la circonscription.
| Rang | Liste                              | Nombre de voix | Pourcentage des voix | Nombre de sièges |
| ---- | ---------------------------------- | -------------- | -------------------- | ---------------- |
| 1    | SYRIZA                             | +23 458,       | 33,51 %              | 1                |
| 2    | Nouvelle Démocratie                | +23 095,       | 33,00 %              | 1                |
| 3    | Mouvement socialiste panhellénique | +05 033,       | 7,19 %               | 1                |
| 4    | Aube dorée                         | +04 369,       | 6,24 %               | 0                |
| 5    | Grecs indépendants                 | +03 649,       | 5,21 %               | 0                |
| 6    | La Rivière                         | +03 176,       | 4,54 %               | 0                |
| 7    | Parti communiste de Grèce          | +02 259,       | 3,23 %               | 0                |

### Députés
La répartition des sièges au sein de chaque liste élue dépend du nombre de voix obtenues individuellement par chaque candidat, suivant le système du vote préférentiel. Dans la circonscription de la Chalcidique, les listes peuvent comporter jusqu'à cinq candidats. Les électeurs peuvent exprimer un vote préférentiel pour l'un des candidats sur la liste pour laquelle ils votent.

#### SYRIZA
La liste de la SYRIZA est en tête et obtient un siège.
| Rang | Nom               | Nombre de voix |
| ---- | ----------------- | -------------- |
| 1    | Ekaterini Inglezi | +6 201,        |

#### Nouvelle Démocratie
La liste de la Nouvelle Démocratie est deuxième et obtient un siège.
| Rang | Nom               | Nombre de voix |
| ---- | ----------------- | -------------- |
| 1    | Georgios Vagionas | +5 746,        |

#### Mouvement socialiste panhellénique
La liste du Mouvement socialiste panhellénique est troisième et obtient un siège.
| Rang | Nom                | Nombre de voix |
| ---- | ------------------ | -------------- |
| 1    | Ioannis Drivelegas | +02 477,       |